# Gavialiceps taiwanensis
Gavialiceps taiwanensis is een straalvinnige vissensoort uit de familie van de snoekalen (Muraenesocidae). De wetenschappelijke naam van de soort is voor het eerst geldig gepubliceerd in 1967 door Chen & Weng.